# Cửa hàng tơ lụa

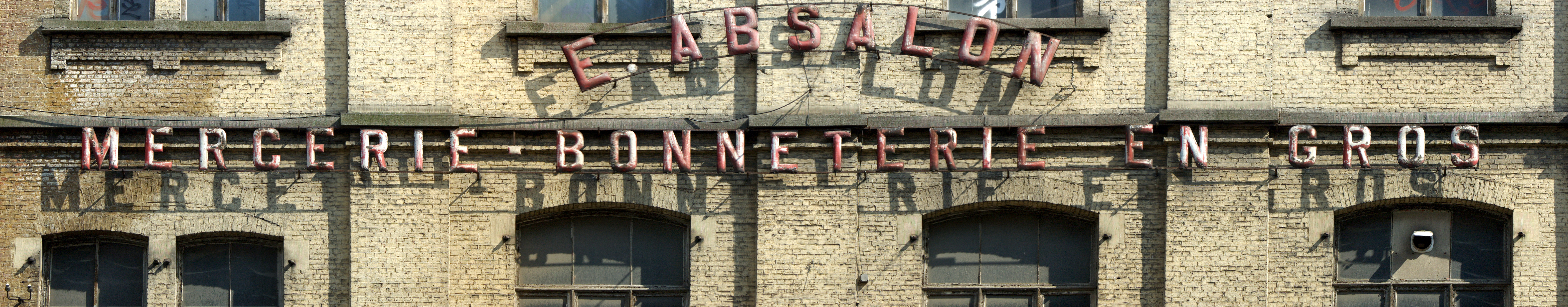
Một cửa hàng buôn bán tơ lụa ở Brussels

Cửa hàng tơ lụa hay Mercery (bắt nguồn từ tiếng pháp Pháp mercerie, thương mại hàng tạp phẩm) ban đầu đề cập đến lụa, vải lanh và hàng dệt fustian nhập khẩu vào Anh trong thế kỷ 12.
Thuật ngữ mercery sau này mở rộng cho hàng hóa làm từ những người này và những người bán những hàng hóa đó.

## Người bán tơ lụa
Thuật ngữ Người bán tơ lụa cho các thương nhân buôn vải (từ Mercier Pháp, "đại lý hàng tạp hóa") hiện nay đã lỗi thời. Người bán tơ lụa trước đây là thương nhân hoặc thương nhân buôn bán vải, điển hình là vải tốt không được sản xuất tại địa phương. Hàng tồn kho của những người buôn bán tơ lụa nằm ở các thị trấn nhỏ, tuy nhiên, cho thấy rằng nhiều người là chủ cửa hàng kinh doanh các mặt hàng khô khác nhau ngoài vải. Ngành nghề liên quan bao gồm người bán kim chỉ (haberdasher), người bán vải nỉ (draper) và buôn vải (cloth merchant), trong khi từ người sản xuất vải (clothier) trong lịch sử gọi là những người sản xuất vải, thường dưới hệ thống trong nước.
Vào thế kỷ 21, từ Mercer chủ yếu được sử dụng liên quan đến Công ty thờ cúng Mercers, một trong mười hai công ty lớn của Thành phố Luân Đôn.

## Người bán tơ lụa nổi bật
- Wynne Ellis, lính đánh thuê người Anh thế kỷ 19
- Geoffrey Boleyn, người đánh thuê người Anh thế kỷ 15
- Richard le Lacer, người đánh thuê người Anh thế kỷ 14
- Charles Woodmason